# Sanity Obscure
Sanity Obscure è il secondo album in studio del gruppo thrash metal statunitense Believer, pubblicato nel 1990.

## Tracce
1. Sanity Obscure – 6:06
2. Wisdom's Call – 3:44
3. Nonpoint – 5:14
4. Idols of Ignorance – 4:39
5. Stop the Madness – 3:56
6. Dies Irae (Day of Wrath) – 5:41
7. Dust to Dust – 5:02
8. Like a Song – 3:27

## Formazione
- Kurt Bachman - voce, chitarre
- Dave Baddorf - chitarre
- Wyatt Robertson - basso
- Joey Daub - batteria